# Fred Hampton
Fredrick Allen Hampton (Summit, 30 agosto 1948 – Chicago, 4 dicembre 1969) è stato un attivista statunitense di idee socialiste e marxiste-leniniste, membro delle Pantere Nere.

## Biografia
Divenne il coordinatore nello Stato dell'Illinois del Partito delle Pantere Nere e suo rappresentante a livello nazionale. Fondò quella che fu definita Rainbow Coalition, un'organizzazione politica multiculturale che comprendeva oltre alle Pantere Nere anche gruppi come gli Young Patriots e gli Young Lords, oltre alle principali gang di quartiere di Chicago. Lo scopo della coalizione era quello di lottare per il cambiamento sociale a favore delle classi più disagiate.
Nel 1967 l'FBI identificò Hampton come una seria minaccia, diffondendo quindi notizie false mirate a dividere i vari gruppi ed infiltrando i suoi agenti tra le Pantere Nere. La sera del 3 dicembre 1969 ad Hampton fu somministrato a sua insaputa del sonnifero da un infiltrato, William O'Neal, informatore dell'FBI, e all'alba del 4 dicembre nel suo appartamento ci fu un'incursione da parte di agenti del procuratore della Contea di Cook, insieme a poliziotti di Chicago e ad agenti dell'FBI. Gli agenti spararono oltre 80 colpi, mentre uno solo partì da un fucile caduto a terra di uno degli abitanti. Hampton fu trovato a letto che dormiva e fu ucciso con due colpi di pistola alla testa.
Durante il raid furono seriamente ferite molte persone e fu ucciso anche Mark Clark. Nel gennaio 1970 un giudice considerò i due omicidi incidentali. Anni dopo alcuni sopravvissuti e parenti di Hampton intentarono una causa civile e nel 1982 nove di essi ricevettero un risarcimento complessivo di 1,82 milioni di dollari USA, pagati in parti uguali dalla contea di Cook, dalla città di Chicago e dal governo federale USA.
Successivamente divenne noto il programma illegale COINTELPRO che aveva il preciso scopo di eliminare completamente il partito delle Pantere Nere e furono rivelati molti documenti sull'omicidio di Hampton: oggi egli viene ritenuto la vittima di un omicidio pianificato ed eseguito dallo FBI nell'ambito del programma.

## Riferimenti nella cultura di massa
La biografia di Fred Hampton è il soggetto del film Judas and the Black Messiah di Shaka King.